# Irene Franchini
Irene Franchini, född 23 juli 1981, är en italiensk bågskytt. Hon deltog vid olympiska sommarspelen 2000.